# (23355) Éléphénor
(23355) Éléphénor, désignation internationale (23355) Elephenor, est un astéroïde troyen jovien.

## Description
(23355) Éléphénor est un astéroïde troyen jovien, camp grec, c'est-à-dire situé au point de Lagrange L4 du système Soleil-Jupiter. Il présente une orbite caractérisée par un demi-grand axe de 5,264 UA, une excentricité de 0,060 et une inclinaison de 7,1° par rapport à l'écliptique.
Il est nommé en référence au personnage de la mythologie grecque Éléphénor, acteur du conflit légendaire de la guerre de Troie.

## Compléments